# Fanny Navarro
Fanny Julia Navarro (Buenos Aires, 3 de marzo de 1920,- ibídem, 18 de marzo de 1971) fue una actriz argentina de cine, teatro y televisión, notoria a principios de la década de 1950. Su ascenso y caída profesional fue motivo de polémica, dando lugar a libros y películas sobre su vida.

## Carrera profesional
Inició su profesión en el mundo artístico como cantante de tangos, al poco tiempo ya se formó en el cine y la televisión como actriz dramática.
Empezó su carrera cinematográfica como una mujer fatal del cine sonoro a finales de la década de 1930 en películas de género musical como Melodías porteñas (1937) y Cantando llegó el amor (1938) y del sainete El solterón (1939), estas dos obras le permitieron ingresar a la década de oro del cine donde trabajó al lado de los grandes de la escena nacional como Adolfo Stray en la película El susto que Pérez se llevó (1940), Olinda Bozán en dos ocasiones Hogar dulce hogar (1941) y El capitán Pérez (1946). 
Adquirió en el año 1949 su mayor popularidad con Niní Marshall y Fidel Pintos en Mujeres que bailan, y ese mismo año empezó a incursionar en el policial negro realizando una serie de películas de temáticas fuertes desconocidas en esa época. 
La primera de ellas fue Morir en su ley de Manuel Romero. La siguieron Marihuana (1950), Suburbio (1951) de León Klimovsky, Deshonra (1952) de Daniel Tinayre. Dentro del género biográfico se la vio en la película El grito sagrado (1954), dirigida por Luis César Amadori, que cuenta la vida de Mariquita Sánchez de Thompson.
Su vinculación con el peronismo y su relación con Juan Duarte causaron su ascenso y posterior desgracia profesional. Su psiquis quedó definitivamente perturbada, cosa que ocurrió durante la dictadura de Pedro Eugenio Aramburu, cuando Germán Fernández Alvariño (el oscuro "capitán Gandhi") tuvo la tenebrosa ocurrencia de mostrarle la cabeza cortada de Juan Duarte, hermano de Evita.- Ella enloqueció. Murió en la década del '70 trastornada por ese hecho ya que había sido novia de Juan, igual que Elina Colomer. Ambas eran artistas y tuvieron que declarar con la cabeza de Juan enfrente.
Según la actriz Silvana Roth, «cuando Fanny empieza a desempeñar su tarea como presidenta del Ateneo Cultural Eva Perón en 1950, una entidad de la que yo fui vicepresidenta, cometió muchos errores. Sin embargo, su dilema es anterior. En 1947 y debido a una discusión con su por entonces marido, el bodeguero mendocino metido a empresario, tuve que reemplazarla en Mis amadas hijas. No era, de su parte, una conducta profesional».  Producido el golpe de Estado de 1955 y bajo el régimen autodenominado Revolución Libertadora, se aplicaron criterios de persecución política, uno de los primeros despedidos fue Madanes, con la dictadura importantes figuras artísticas y del espectáculo son desaparecidas de los medios y las carteleras, entre ellas Fanny Navarro, Hugo del Carril, Ana María Lynch, Elina Colomer, Tita Merello, etc.
Fuera del ambiente profesional entre 1955 y 1963, regresó a las tablas en la década de 1960, siempre en papeles secundarios, ingresa en el movimiento de la nueva ola con las películas La calesita (1963) y Desnuda en la arena (1969) del binomio Isabel Sarli y Armando Bó. La televisión fue el último medio donde trabajó, en Canal 9 en las obras de Alberto Migré Su comedia favorita (1965) y Mujeres en presidio (1967), primera serie argentina que trataba el tema de las cárceles femeninas y donde tuvo un ataque de pánico que fue muy explotado por los medios de comunicación. En 1966 trabajó en el programa Galería Polyana que con buena repercusión se transmitió entre mayo y octubre por Canal 9 de lunes a viernes con libros de la autora teatral Clara Giol Bressan y un elenco que incluía a Susana Campos, Virginia Lago, Enzo Viena, Ricardo Passano, Patricia Shaw, Aída Luz, María José Demare, Nelly Darén y Gloria Raines.
En el teatro Astral conoce en 1944 a su único marido al bodeguero mendocino José Bautista Cicchiti, con quien se casa aunque su matrimonio solo duró ocho meses. 
La actriz Fanny Navarro murió el 18 de marzo de 1971 a los 51 años víctima de un infarto agudo de miocardio, en el olvido y alejada del mundo artístico por su pasado peronista. Durante su velatorio fue el cómico Pepe Biondi el encargado de dar el discurso final.
Su historia se narra en la película Ay, Juancito (2004), de Héctor Olivera, donde es interpretada por Leticia Brédice.

## Publicaciones
- César Maranghello y Andrés Insaurralde: “Fanny Navarro o un melodrama argentino”. Ediciones El Jilguero, 1997, Buenos Aires - 383 páginas.
- Damas para la Hoguera: Fanny Navarro  (enlace roto disponible en Internet Archive; véase el historial, la primera versión y la última).

## Trayectoria

### Filmografía
- Melodías porteñas (1937)
- Cantando llegó el amor (1938)
- Doce mujeres (1939)
- El solterón (1939)
- Ambición (1939)
- El susto que Pérez se llevó (1940)
- El hijo del barrio (1940)
- Hogar, dulce hogar (1941)
- Sinfonía argentina (1942)
- La suerte llama tres veces (1943)
- Dos ángeles y un pecador (1945)
- El capitán Pérez (1946)
- Mujeres que bailan(1949)
- Morir en su ley (1949)
- Marihuana (1950)
- Suburbio (1951)
- Soñemos (1951) (cortometraje documental)
- Deshonra (1952)
- El grito sagrado (1954)
- Marta Ferrari (1956)
- Allá donde el viento brama (1963)
- La calesita (1963)
- Desnuda en la arena (1969)

### Programas de TV
- Su comedia favorita (1965) Canal 9
- Mujeres en presidio (1967) Canal 9
- La pequeña señora de Pérez (1971)